# Football Club Messina Peloro 2007-2008
Questa voce raccoglie le informazioni riguardanti il Football Club Messina Peloro nelle competizioni ufficiali della stagione 2007-2008.

## Stagione
Nella stagione 2007-2008 il Messina disputa il 32º campionato di Serie B, in seguito alla retrocessione dopo tre anni consecutivi in Serie A. Il torneo cadetto è terminato con il 14º posto per i peloritani che sono allenati da Nello Di Costanzo, a pari punti con il Grosseto. Nella Coppa Italia il Messina subito fuori ad agosto nel primo turno, (2-2) con il Vicenza, ma superati (3-4) nei calci di rigore. Miglior realizzatore stagionale il napoletano Raffaele Biancolino preso dall'Avellino, che ha realizzato di 10 reti. 
Ma l'estate 2008 ha visto la situazione societaria divenire sempre più insostenibile per i debiti accumulati. La famiglia Franza comunica l'intenzione di lasciare la proprietà del Messina e, coadiuvata dalle istituzioni messinesi, ha cercato nuovi acquirenti in grado di garantire la continuità e l'iscrizione al prossimo campionato cadetto. Ma nessuno si è accollato l'enorme mole di debiti accumulata, e il 14 luglio 2008 è stata ufficialmente ritirata la domanda di iscrizione alla Serie B 2008-2009. La società non è stata radiata, ma è stata iscritta dalla prefettura per ordine pubblico nel girone I della Serie D 2008-2009 con una nuova squadra di dilettanti.
Il 27 novembre 2008 il Tribunale di Messina dichiara fallito il Football Club Messina Peloro a causa delle gravi anomalie riscontrate dai magistrati nel bilancio del sodalizio messinese; alla squadra è stata comunque garantita la regolare attività fino al termine della stagione in corso poiché parzialmente acquisita dalla nuova Rinascita Messina.

## Rosa
Rosa aggiornata a giugno 2008
| N. |                           | Ruolo | Calciatore          |
| -- | ------------------------- | ----- | ------------------- |
| 1  | Italia (bandiera)         | P     | Gabriele Paoletti   |
| 2  | Italia (bandiera)         | D     | Giuseppe Nastasi    |
| 3  | Italia (bandiera)         | D     | Domenico Bombara    |
| 4  | Italia (bandiera)         | C     | Daniele De Vezze    |
| 4  | Costa d'Avorio (bandiera) | C     | Vincent Kouadio     |
| 5  | Uruguay (bandiera)        | C     | Juan Surraco        |
| 6  | Italia (bandiera)         | D     | Mariano Stendardo   |
| 7  | Italia (bandiera)         | A     | Massimo Minetti     |
| 7  | Italia (bandiera)         | C     | Attilio Angotti     |
| 8  | Italia (bandiera)         | C     | Manolo Pestrin      |
| 9  | Italia (bandiera)         | A     | Christian Riganò    |
| 9  | Italia (bandiera)         | A     | Marco Moro          |
| 10 | Cile (bandiera)           | C     | Nicolás Córdova     |
| 11 | Italia (bandiera)         | A     | Raffaele Biancolino |
| 12 | Italia (bandiera)         | P     | Giancarlo Petrocco  |
| 13 | Italia (bandiera)         | D     | Angelo Rea          |
| 14 | Italia (bandiera)         | D     | Marco Zanchi        |
| 15 | Nigeria (bandiera)        | D     | Mathew Olorunleke   |
| 15 | Italia (bandiera)         | D     | Giuseppe De Salvo   |
| 16 | Italia (bandiera)         | C     | Girolamo Provenzano |

| N. |                           | Ruolo | Calciatore           |
| -- | ------------------------- | ----- | -------------------- |
| 17 | Italia (bandiera)         | D     | Enrico Morello       |
| 17 | Italia (bandiera)         | D     | Antonio Giosa        |
| 18 | Italia (bandiera)         | C     | Davide Arigò         |
| 18 | Italia (bandiera)         | A     | Salvatore Foti       |
| 19 | Italia (bandiera)         | D     | Alessandro Parisi    |
| 20 | Costa d'Avorio (bandiera) | A     | Ibrahima Bakayoko    |
| 20 | Italia (bandiera)         | P     | Emanuele Manitta     |
| 21 | Italia (bandiera)         | C     | Flavio Lazzari       |
| 22 | Italia (bandiera)         | A     | Daniele Degano       |
| 23 | Italia (bandiera)         | C     | Roberto D'Aversa     |
| 24 | Italia (bandiera)         | C     | Carmine Coppola      |
| 25 | Italia (bandiera)         | C     | Antonio Schetter     |
| 26 | Camerun (bandiera)        | D     | Antonio Ghomsi       |
| 26 | Italia (bandiera)         | A     | Angelo Raffaele Nolé |
| 27 | Italia (bandiera)         | D     | Andrea Gaveglia      |
| 28 | Italia (bandiera)         | P     | Andrea Giordani      |
| 29 | Italia (bandiera)         | D     | Francesco Galeoto    |
| 30 | Italia (bandiera)         | A     | Vittorio Bernardo    |
| 31 | Italia (bandiera)         | A     | Antonio Tavilla      |
| 32 | Italia (bandiera)         | C     | Gaetano Mastroieni   |

## Risultati

### Serie B

#### Girone di andata
| Arbitro: | Pinzani (Empoli) |

|              |           |             |
| Granoche 89’ | Marcatori | 56’ Galeoto |

| Arbitro: | Lops (Torino) |

|            |           |  |
| Degano 28’ | Marcatori |  |

| Arbitro: | Pierpaoli (Firenze) |

|                                          |           |  |
| Godeas 36’, 50’ Caridi 88’ Noselli 90+3’ | Marcatori |  |

| Messina 15 settembre 2007, ore 16:00 4ª giornata | Messina                     | 0 – 0 | Frosinone | Stadio San Filippo\| Arbitro: \| Girardi (San Donà di Piave) \| |
| Arbitro:                                         | Girardi (San Donà di Piave) |       |           |                                                                 |

| Arbitro: | Velotto (Grosseto) |

|                                          |           |                |
| Dallamano 1’, 37’ Tacchinardi 70’ (rig.) | Marcatori | 66’ Biancolino |

| Arbitro: | C. Russo (Nola) |

|                                        |           |  |
| Biancolino 12’ (rig.) C. Coppola 90+4’ | Marcatori |  |

| Arbitro: | Pantana (Macerata) |

|           |           |  |
| Bruno 26’ | Marcatori |  |

| Arbitro: | Romeo (Verona) |

|                           |           |            |
| Degano 67’ F. Lazzari 78’ | Marcatori | 4’ Ruopolo |

| Grosseto 14 ottobre 2007, ore 15:00 9ª giornata | Grosseto              | 0 – 0 | Messina | Stadio Carlo Zecchini\| Arbitro: \| Squillace (Catanzaro) \| |
| Arbitro:                                        | Squillace (Catanzaro) |       |         |                                                              |

| Arbitro: | Tommasi (Bassano del Grappa) |

|                       |           |  |
| Biancolino 49’ (rig.) | Marcatori |  |

| Arbitro: | Lops (Torino) |

|               |           |                |
| Lanzafame 19’ | Marcatori | 27’ Biancolino |

| Arbitro: | Salati (Trento) |

|  |           |                         |
|  | Marcatori | 45’ Capone 56’ Sforzini |

| Arbitro: | Ciampi (Roma) |

|                                                    |           |             |
| César 5’ Mantovani 45’ Bentivoglio 75’ F. Moro 77’ | Marcatori | 39’ Pestrin |

| Arbitro: | Romeo (Verona) |

|            |           |                        |
| Parisi 85’ | Marcatori | 65’ Castillo 75’ Cerci |

| Arbitro: | Bergonzi (Genova) |

|                |           |  |
| Biancolino 36’ | Marcatori |  |

| Arbitro: | Salati (Trento) |

|  |           |                |
|  | Marcatori | 16’ Biancolino |

| Arbitro: | Pantana (Macerata) |

|                                   |           |              |
| Biancolino 45+3’ M. Stendardo 68’ | Marcatori | 22’ Anzalone |

| Arbitro: | Banti (Livorno) |

|                                  |           |  |
| Guidetti 34’ Saverino 69’ (rig.) | Marcatori |  |

| Arbitro: | Pierpaoli (Firenze) |

|                       |           |              |
| Giosa 15’ Cordova 33’ | Marcatori | 9’ Marazzina |

| Lecce 12 gennaio 2008, ore 16:00 20ª giornata | Lecce                        | 0 – 0 | Messina | Stadio Via del Mare\| Arbitro: \| Tommasi (Bassano del Grappa) \| |
| Arbitro:                                      | Tommasi (Bassano del Grappa) |       |         |                                                                   |

| Arbitro: | Velotto (Grosseto) |

|            |           |  |
| Degano 36’ | Marcatori |  |

#### Girone di ritorno
| Arbitro: | Pantana (Macerata) |

|                  |           |                          |
| Degano 7’ (rig.) | Marcatori | 13’ Granoche 81’ Sgrigna |

| Arbitro: | Marelli (Como) |

|                       |           |  |
| Moscardelli 3’ (rig.) | Marcatori |  |

| Arbitro: | Pinzani (Empoli) |

|           |           |  |
| Parisi 9’ | Marcatori |  |

| Arbitro: | Tommasi (Bassano del Grappa) |

|                                        |           |  |
| Evacuo 2’, 32’ Amerini 10’ Lucenti 84’ | Marcatori |  |

| Arbitro: | Gervasoni (Mantova) |

|                            |           |            |
| Cordova 26’ Biancolino 81’ | Marcatori | 69’ Zoboli |

| Arbitro: | Squillace (Catanzaro) |

|                                                                      |           |                  |
| Venitucci 10’ Barreto 19’, 61’ (rig.), 68’ Beghetto 69’ Russotto 73’ | Marcatori | 23’, 42’ Cordova |

| Arbitro: | Trefoloni (Siena) |

|                                                  |           |                                           |
| Giosa 52’ M. Stendardo 66’ Biancolino 87’ (rig.) | Marcatori | 12’ (aut.) D'Aversa 48’ (rig.), 64’ Bruno |

| Arbitro: | Giannoccaro (Lecce) |

|              |           |  |
| Peluso 90+4’ | Marcatori |  |

| Arbitro: | Pierpaoli (Firenze) |

|            |           |                     |
| Degano 73’ | Marcatori | 2’ (rig.) Graffiedi |

| Arbitro: | Cavarretta (Trapani) |

|             |           |              |
| Guberti 31’ | Marcatori | 45’ D'Aversa |

| Arbitro: | Pantana (Macerata) |

|             |           |                             |
| M. Moro 88’ | Marcatori | 65’ Bonanni 90+3’ Lanzafame |

| Arbitro: | Giannoccaro (Lecce) |

|                                  |           |             |
| Zampagna 58’, 78’ Matteini 90+5’ | Marcatori | 18’ Cordova |

| Arbitro: | Gava (Conegliano) |

|                       |           |                                          |
| Foti 29’ Schetter 52’ | Marcatori | 22’ Pellissier 60’ Iunco 74’ Ciaramitaro |

| Pisa 12 aprile 2008, ore 16:00 35ª giornata | Pisa                | 0 – 0 | Messina | Stadio Romeo Anconetani\| Arbitro: \| Gervasoni (Mantova) \| |
| Arbitro:                                    | Gervasoni (Mantova) |       |         |                                                              |

| Arbitro: | Palanca (Roma) |

|              |           |                                 |
| Cipriani 70’ | Marcatori | 21’ (rig.) Parisi 90+3’ Cordova |

| Arbitro: | Tommasi (Bassano del Grappa) |

|                      |           |  |
| Cordova 43’ Foti 57’ | Marcatori |  |

| Arbitro: | Lops (Torino) |

|              |           |  |
| Sforzini 50’ | Marcatori |  |

| Messina 10 maggio 2008, ore 16:00 39ª giornata | Messina                   | 0 – 0 | Spezia | Stadio San Filippo\| Arbitro: \| Dondarini (Finale Emilia) \| |
| Arbitro:                                       | Dondarini (Finale Emilia) |       |        |                                                               |

| Arbitro: | Marelli (Como) |

|                                              |           |  |
| Marazzina 45+1’ (rig.), 52’ Fava Passaro 54’ | Marcatori |  |

| Arbitro: | Bergonzi (Genova) |

|                |           |                              |
| Biancolino 34’ | Marcatori | 5’, 54’ Vives 11’ Tiribocchi |

| Arbitro: | Pantana (Macerata) |

|                                             |           |  |
| La Camera 29’ Vantaggiato 35’ Ricchiuti 69’ | Marcatori |  |

### Coppa Italia
| Arbitro: | Cavarretta (Trapani) |

|                                              |                      |                                               |
| Degano 36’ F. Lazzari 73’                    | Marcatori            | 77’ Raimondi 90+2’ Scardina                   |
| Degano F. Lazzari Parisi D'Aversa C. Coppola | Tiri di rigore 3 – 4 | M. Serafini Cudini Cavalli Helguera L. Rigoni |